# Дейв Ленджевін
Дейв Ленджевін (англ. Dave Langevin, нар. 15 травня 1954, Сент-Пол) — американський хокеїст, що грав на позиції захисника. Грав за збірну команду США.

## Ігрова кар'єра
Професійну хокейну кар'єру розпочав 1976 року.
1974 року був обраний на драфті НХЛ під 112-м загальним номером командою «Нью-Йорк Айлендерс».
Протягом професійної клубної ігрової кар'єри, що тривала 12 років, захищав кольори команд «Едмонтон Ойлерс», «Нью-Йорк Айлендерс», «Міннесота Норт-Старс» та «Лос-Анджелес Кінгс».
Виступав за національну збірну США на чемпіонаті світу 1976 у польському місті Катовиці.

## Тренерська кар'єра
Тренував «Айдахо Стілгедс» у Тихоокеанський хокейній лізі.

## Нагороди та досягнення
- Володар Кубка Стенлі в складі «Нью-Йорк Айлендерс» — 1980, 1981, 1982, 1983.
- Учасник матчу усіх зірок НХЛ — 1983.